# Армия Срединной Литвы

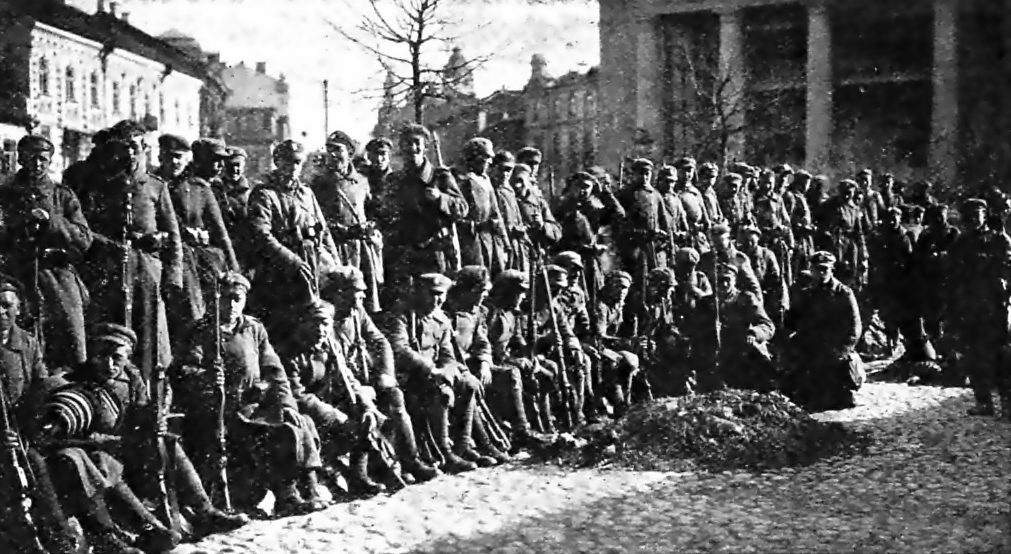
Солдаты армии Срединной Литвы. Ратушная площадь в Вильно. 1920 год.

Армия Срединной Литвы (пол. Wojsko Litwy Środkowej) — вооружённые силы государства, провозглашённого генералом Люцианом Желиговским 12 октября 1920 года.
Одновременно с провозглашением независимости Срединной Литвы, части, которыми командовал генерал и которые принимали участие в «бунте», автоматически стали армией нового государства.
После занятия Вильно генерал Желиговский выдвинул войска на линию Троки — Кресо — Рыконты и Бондары — Жеша — Червонный Двур.
До 29 ноября 1920 года Срединная Литва находилась в состоянии не объявленной войны с Литовской Республикой.

## Первоначальный состав армии
- 1-я литовско-белорусская дивизия
1-я пехотная бригада
Виленский стрелковый полк
Минский стрелковый полк
2-я пехотная бригада
Новогрудский стрелковый полк
Гродненский стрелковый полк
- 1-й литовско-белорусский полк полевой артиллерии
- кавалерийский стрелковый дивизион
- сапёрная рота
- группа «Беняконье» майора Косцялковского
- кресовый батальон
- дивизион 216-го полка полевой артиллерии
- кавалерийский дивизион

## 1-й Корпус армии Срединной Литвы
Во время боёв армия была реорганизована и 16 октября 1920 года был создан 1-й Корпус армии Срединной Литвы. Командиром корпуса стал генерал Ян Жендковский, до того командир 1-й литовско-белорусской пехотной дивизии.
- Командир корпуса: генерал Ян Жендковский
- Начальник штаба: майор генерального штаба Владислав Повежа
- 1-я дивизия (Виленская пехотная бригада)
Виленский стрелковый полк
Минский стрелковый полк
- 2-я дивизия (2-я Гродненская пехотная бригада)
Новогрудский стрелковый полк
Гродненский стрелковый полк
- 3-я дивизия
Лидский стрелковый полк
Ковенский стрелковый полк
- 3-я Наднеманская пехотная бригада
5-й добровольческий стрелковый полк
6-й харцерский стрелковый полк (после роспуска 5-го полка и 3-й бригады, был самостоятельным подразделением)
две роты 77-го пехотного полка
- 1-я артиллерийская бригада
1-й полк лёгкой артиллерии
два дивизиона 216-го полка лёгкой артиллерии
- Кавалерийская дивизия Срединной Литвы
Виленская кавалерийская бригада
13-й Виленский уланский полк
23-й Наднеманский уланский полк
Гродненская кавалерийская бригада
Гродненский уланский полк
10-й Литовский уланский полк
- Сапёрный батальон
- Броневая самоходная рота
- Службы и склады

## Роспись высших должностей в Армии Срединной Литвы
по положению на март 1921
- Главнокомандующий — генерал-подпоручик Люциан Желиговский
- Офицер по поручениям и офицер для связи с Главным Командованием Войска Польского — капитан Эдвард Перкович
- Командующий группой войск — генерал-подпоручик Антоний Лонгин Барановский
- Начальник штаба — подполковник Ежи Ферек-Блещинский, позднее майор Кордиан Юзеф Заморский
- Начальник I Отдела (организационного) — майор З. Кущиньский
- Начальник II Отдела (информационного) — майор Мариан Зындрам-Косцялковский
- Начальник III Отдела (операционного) — капитан В. Гадомский
- и. о. Начальника IV Отдела (материального обеспечения) — капитан Е. Рымча
- Начальник V Отдела (персонального) — поручик Е. Лепковский
- Инспектор артиллерии — генерал-подпоручик Казимеж Радзивилович
- Квартирмейстер группы — генерал-подпоручик Александр Антонович
- Интендант — полковник Х. Сацевич
- Начальник санитарной службы — подполковник медицины В. Малечевский
- Начальник ветеринарной службы — майор С. Бакун
- Начальник службы главного контроля — полковник Б. Веньдзягольский
- Полевой епископ армии Срединной Литвы — полевой епископ Владислав Бандурский
- Комдив 1-й литовско-белорусской дивизии — генерал-подпоручик Владислав Бейнар
- Комдив 2-й литовско-белорусской дивизии — генерал-подпоручик Миколай Осиковский
- Комдив Кавалерийской дивизии Срединной Литвы — подполковник Мариан Пжевлоцкий, с ноября 1921 года полковник Юзеф Токажевский.

В апреле 1921 года генерал-подпоручик Даниэль Конаржевский был назначен заместителем генерала Желиговского. 1 декабря 1921 года он стал Главнокомандующим Армии Срединной Литвы и оставался им до объединения государства с Польской Республикой.

## Роспуск Армии
Армия Срединной Литвы в действительности была автономной частью Войска Польского. Уже в сентябре 1921 года началось переименовании подразделений Армии согласно нумерации установленной для всей польской армии. К примеру, Минский стрелковый полк получил наименование 86-го пехотного полка, а 2-й полк полевой артиллерии был переименован в 29-й полк полевой артиллерии. Осенью 1921 года 1-я и 2-я литовско-белорусские дивизии получили номера 19-й и 29-й пехотных дивизий.
Когда в апреле 1922 года Срединная Литва объединилась с Польшей, не существовало уже никакой видимой отдельности Армии Срединной Литвы.